# دونالد ویلبر
دونالد نیوتن ویلبر (به انگلیسی: Donald Newton Wilber) (زاده ۱۴ نوامبر ۱۹۰۷ ویسکانسین - درگذشته ۲ فوریه ۱۹۹۷ پرینستون نیوجرسی) پژوهشگر تاریخ معماری ایرانی و اسلامی و نیز جاسوس آمریکایی بود.
شهرت او بیشتر به خاطر شرکت او در طراحی عملیات تی‌پی آژاکس است که به کودتای ۲۸ مرداد منجر شد. گفته می‌شود او نویسنده تاریخچه این عملیات است که ظاهراً از اسناد سری سازمان سیا بوده و در سال ۲۰۰۰ در روزنامه نیویورک تایمز منتشر شد.
او کارشناس فرش ایرانی نیز بود.
دانلد ویلبر در ۱۹۹۷ درگذشت.

## آثار
- معماری اسلامی در ایران و توران: دوره تیموری
- معماری ایران اسلامی: دوره ایلخانی
- ایران در گذشته و حال
- باغ‌ها و کوشک‌های ایرانی